# Copa Pan-Americana de Voleibol Feminino de 2016
O Copa Pan-Americana de Voleibol Feminino de 2016 foi a 15ª edição do torneio organizado pela União Pan-Americana de Voleibol (UPV), em parceria com a NORCECA e CSV, realizado no período de  2 a  10 de julho com as partidas realizadas  no Palacio de Voleibol Ricardo Arias e também no Club San Carlos Pavilion, que contou com a participação de doze países, torneio que qualificou equipes para o Grand Prix de Voleibol de 2017 .
A Seleção Dominicana conquistou seu quarto título na competição, alcançando Estados Unidos e Cuba na galeria de conquistas, ao vencer na final a representação de Porto Rico; e a ponteira do time campeão  Brayelin Martínez foi eleita a Melhor Jogadora (MVP) de toda competição.

## Seleções participantes
As seguintes seleções participaram da Copa Pan-Americana de Voleibol Feminino:
| Equipe               | Última participação |
| -------------------- | ------------------- |
| República Dominicana | (Sede), 2º em 2015  |
| Argentina            | 3º em 2015          |
| Canadá               | 5º em 2015          |
| Colômbia             | 8º em 2015          |
| Costa Rica           | 11º em 2015         |
| Cuba                 | 4º em 2015          |
| Estados Unidos       | 1º em 2015          |
| México               | 10º em 2015         |
| Peru                 | 9º em 2015          |
| Porto Rico           | 6º em 2015          |
| Trinidad e Tobago    | 11º em 2014         |
| Venezuela            | 6º em 2008          |

## Formato da disputa
As doze seleções foram divididas proporcionalmente em Grupos A e B, em cada grupo as seleções se enfrentam entre si, e ao final dos confrontos a melhor equipe de cada grupo classifica-se automaticamente para as semifinais; já as segundas e terceiras posições disputaram as quartas de final (cruzamento olímpico).
As equipes posicionadas na quarta e quinta posição de cada grupo disputaram as classificações do quinto ao décimo lugares e as sextas colocadas disputaram a décima primeira colocação.
Os perdedores das quartas de final disputaram as classificações do sétimo ao décimo lugares, já os  vencedores das quartas de final disputaram as semifinais e destes confrontos as melhores equipes fizeram a final e os perdedores a disputa do bronze.

## Fase classificatória
Classificação

## Grupo A
|     |                      |     | Jogos | Jogos | Jogos | Resultados | Resultados | Resultados | Resultados | Resultados | Resultados | Sets | Sets | Sets   | Pontos | Pontos | Pontos |
| Pos | Equipe               | Pts | T     | V     | D     | 3–0        | 3–1        | 3–2        | 2–3        | 1–3        | 0–3        | V    | P    | R      | V      | P      | R      |
| --- | -------------------- | --- | ----- | ----- | ----- | ---------- | ---------- | ---------- | ---------- | ---------- | ---------- | ---- | ---- | ------ | ------ | ------ | ------ |
| 1   | República Dominicana | 15  | 5     | 5     | 0     | 4          | 1          | 0          | 0          | 0          | 0          | 15   | 1    | 15,000 | 393    | 291    | 1.351  |
| 2   | Porto Rico           | 12  | 5     | 4     | 1     | 4          | 0          | 0          | 0          | 0          | 1          | 12   | 3    | 4,000  | 365    | 291    | 1.254  |
| 3   | Canadá               | 9   | 6     | 3     | 3     | 1          | 2          | 0          | 0          | 1          | 2          | 10   | 11   | 0.909  | 384    | 377    | 1.019  |
| 4   | Colômbia             | 5   | 5     | 2     | 3     | 0          | 1          | 1          | 0          | 2          | 1          | 8    | 12   | 0.667  | 411    | 445    | 0.924  |
| 5   | Venezuela            | 3   | 5     | 1     | 4     | 1          | 0          | 0          | 0          | 2          | 2          | 5    | 12   | 0.417  | 337    | 405    | 0.832  |
| 6   | México               | 1   | 5     | 0     | 5     | 0          | 0          | 0          | 1          | 0          | 4          | 2    | 15   | 0.133  | 328    | 409    | 0.802  |

Resultados
| 2 de julho de 2016 14:45 P2P3 | Canadá   | 3 — 1                   | Colômbia    | Palacio de Voleibol Ricardo Arias, Santo Domingo Público: 150 Árbitro(s): DOM Yury Ramirez VEN Pedro Roa |
| 2 de julho de 2016 14:45 P2P3 | 25 18 25 | Set 1 Set 2 Set 3 Set 4 | 21 25 16 21 | Palacio de Voleibol Ricardo Arias, Santo Domingo Público: 150 Árbitro(s): DOM Yury Ramirez VEN Pedro Roa |

| 2 de julho de 2016 19:40 P2P3 | Porto Rico | 3 — 0             | México | Palacio de Voleibol Ricardo Arias, Santo Domingo Público: 2 500 Árbitro(s): PER Walter Veras USA Michael Gael |
| 2 de julho de 2016 19:40 P2P3 | 25         | Set 1 Set 2 Set 3 | 19 23  | Palacio de Voleibol Ricardo Arias, Santo Domingo Público: 2 500 Árbitro(s): PER Walter Veras USA Michael Gael |

| 2 de julho de 2016 21:45 P2P3 | República Dominicana | 3 — 0             | Venezuela | Palacio de Voleibol Ricardo Arias, Santo Domingo Público: 3 000 Árbitro(s): CAN Andrew Cameron CUB Lourdes Pérez |
| 2 de julho de 2016 21:45 P2P3 | 25                   | Set 1 Set 2 Set 3 | 16 11 16  | Palacio de Voleibol Ricardo Arias, Santo Domingo Público: 3 000 Árbitro(s): CAN Andrew Cameron CUB Lourdes Pérez |

| 3 de julho de 2016 21:45 P2P3 | Colômbia | 0 — 3             | Porto Rico | Palacio de Voleibol Ricardo Arias, Santo Domingo Público: 100 Árbitro(s): USA Michael Gael CAN Andrew Cameron |
| 3 de julho de 2016 21:45 P2P3 | 18 17 15 | Set 1 Set 2 Set 3 | 25         | Palacio de Voleibol Ricardo Arias, Santo Domingo Público: 100 Árbitro(s): USA Michael Gael CAN Andrew Cameron |

| 3 de julho de 2016 16:00 P2P3 | Venezuela   | 1 — 3                   | Canadá      | Palacio de Voleibol Ricardo Arias, Santo Domingo Público: 300 Árbitro(s): PUR Miguel Figueroa PER Walter Veras |
| 3 de julho de 2016 16:00 P2P3 | 25 20 29 21 | Set 1 Set 2 Set 3 Set 4 | 22 25 31 25 | Palacio de Voleibol Ricardo Arias, Santo Domingo Público: 300 Árbitro(s): PUR Miguel Figueroa PER Walter Veras |

| 3 de julho de 2016 22:20 P2P3 | República Dominicana | 3 — 0             | México   | Palacio de Voleibol Ricardo Arias, Santo Domingo Público: 4 000 Árbitro(s): COL Misael Galindo ARG Nicolas Casado |
| 3 de julho de 2016 22:20 P2P3 | 25                   | Set 1 Set 2 Set 3 | 17 15 19 | Palacio de Voleibol Ricardo Arias, Santo Domingo Público: 4 000 Árbitro(s): COL Misael Galindo ARG Nicolas Casado |

| 4 de julho de 2016 14:30 P2P3 | México | 0 — 3             | Venezuela | Palacio de Voleibol Ricardo Arias, Santo Domingo Público: 305 Árbitro(s): DOM Yury Ramirez CUB Lourdes Pérez |
| 4 de julho de 2016 14:30 P2P3 | 17 20  | Set 1 Set 2 Set 3 | 25        | Palacio de Voleibol Ricardo Arias, Santo Domingo Público: 305 Árbitro(s): DOM Yury Ramirez CUB Lourdes Pérez |

| 4 de julho de 2016 16:20 P2P3 | Canadá   | 0 — 3             | Porto Rico | Palacio de Voleibol Ricardo Arias, Santo Domingo Público: 300 Árbitro(s): ARG Nicolas Casado COL Misael Galindo |
| 4 de julho de 2016 16:20 P2P3 | 19 17 19 | Set 1 Set 2 Set 3 | 25         | Palacio de Voleibol Ricardo Arias, Santo Domingo Público: 300 Árbitro(s): ARG Nicolas Casado COL Misael Galindo |

| 4 de julho de 2016 21:00 P2P3 | República Dominicana | 3 — 1                   | Colômbia | Palacio de Voleibol Ricardo Arias, Santo Domingo Público: 4 000 Árbitro(s): CRC Tatiana Villalobos USA Michael Gael |
| 4 de julho de 2016 21:00 P2P3 | 25 17 25             | Set 1 Set 2 Set 3 Set 4 | 13 25 18 | Palacio de Voleibol Ricardo Arias, Santo Domingo Público: 4 000 Árbitro(s): CRC Tatiana Villalobos USA Michael Gael |

| 5 de julho de 2016 14:00 P2P3 | Porto Rico | 3 — 0             | Venezuela | Palacio de Voleibol Ricardo Arias, Santo Domingo Público: 302 Árbitro(s): USA Michael Gael CAN Andrew Cameron |
| 5 de julho de 2016 14:00 P2P3 | 25         | Set 1 Set 2 Set 3 | 12 21 17  | Palacio de Voleibol Ricardo Arias, Santo Domingo Público: 302 Árbitro(s): USA Michael Gael CAN Andrew Cameron |

| 5 de julho de 2016 16:00 P2P3 | Colômbia | 3 — 2                         | México   | Palacio de Voleibol Ricardo Arias, Santo Domingo Público: 700 Árbitro(s): PUR Miguel Figueroa PER Walter Veras |
| 5 de julho de 2016 16:00 P2P3 | 21 25 17 | Set 1 Set 2 Set 3 Set 4 Set 5 | 25 23 15 | Palacio de Voleibol Ricardo Arias, Santo Domingo Público: 700 Árbitro(s): PUR Miguel Figueroa PER Walter Veras |

| 5 de julho de 2016 21:35 P2P3 | República Dominicana | 3 — 0             | Canadá   | Palacio de Voleibol Ricardo Arias, Santo Domingo Público: 4 500 Árbitro(s): ARG Nicolas Casado MEX Maria del Carmen Duran |
| 5 de julho de 2016 21:35 P2P3 | 26 25                | Set 1 Set 2 Set 3 | 24 21 13 | Palacio de Voleibol Ricardo Arias, Santo Domingo Público: 4 500 Árbitro(s): ARG Nicolas Casado MEX Maria del Carmen Duran |

| 6 de julho de 2016 16:00 P2P3 | México   | 0 — 3             | Canadá | Palacio de Voleibol Ricardo Arias, Santo Domingo Público: 1 000 Árbitro(s): CUB Lourdes Pérez TTO Winston Samuel |
| 6 de julho de 2016 16:00 P2P3 | 16 18 14 | Set 1 Set 2 Set 3 | 25     | Palacio de Voleibol Ricardo Arias, Santo Domingo Público: 1 000 Árbitro(s): CUB Lourdes Pérez TTO Winston Samuel |

| 6 de julho de 2016 16:05 P2P3 | Venezuela   | 1 — 3                   | Colômbia | Club San Carlos Pavilion, Santo Domingo Público: 370 Árbitro(s): CRC Tatiana Villalobos PUR Miguel Figueroa |
| 6 de julho de 2016 16:05 P2P3 | 10 16 25 23 | Set 1 Set 2 Set 3 Set 4 | 25 20 25 | Club San Carlos Pavilion, Santo Domingo Público: 370 Árbitro(s): CRC Tatiana Villalobos PUR Miguel Figueroa |

| 6 de julho de 2016 20:10 P2P3 | República Dominicana | 3 — 0             | Porto Rico | Palacio de Voleibol Ricardo Arias, Santo Domingo Público: 6 000 Árbitro(s): PER Walter Veras CAN Andrew Cameron |
| 6 de julho de 2016 20:10 P2P3 | 25                   | Set 1 Set 2 Set 3 | 22 20 23   | Palacio de Voleibol Ricardo Arias, Santo Domingo Público: 6 000 Árbitro(s): PER Walter Veras CAN Andrew Cameron |

## Grupo B
|     |                   |     | Jogos | Jogos | Jogos | Resultados | Resultados | Resultados | Resultados | Resultados | Resultados | Sets | Sets | Sets  | Pontos | Pontos | Pontos |
| Pos | Equipe            | Pts | T     | V     | D     | 3–0        | 3–1        | 3–2        | 2–3        | 1–3        | 0–3        | V    | P    | R     | V      | P      | R      |
| --- | ----------------- | --- | ----- | ----- | ----- | ---------- | ---------- | ---------- | ---------- | ---------- | ---------- | ---- | ---- | ----- | ------ | ------ | ------ |
| 1   | Estados Unidos    | 14  | 5     | 5     | 0     | 4          | 0          | 1          | 0          | 0          | 0          | 15   | 2    | 7.500 | 404    | 293    | 1.379  |
| 2   | Cuba              | 10  | 5     | 3     | 2     | 3          | 0          | 0          | 1          | 1          | 0          | 12   | 6    | 2,000 | 397    | 347    | 1.144  |
| 3   | Argentina         | 10  | 5     | 3     | 2     | 2          | 1          | 0          | 1          | 0          | 1          | 11   | 7    | 1.571 | 394    | 351    | 1.123  |
| 4   | Peru              | 7   | 5     | 2     | 3     | 1          | 1          | 0          | 1          | 2          | 0          | 10   | 10   | 1,000 | 406    | 369    | 1.100  |
| 5   | Trinidad e Tobago | 3   | 5     | 1     | 4     | 1          | 0          | 0          | 0          | 3          | 1          | 6    | 12   | 0.500 | 292    | 379    | 0.770  |
| 6   | Costa Rica        | 0   | 5     | 0     | 5     | 0          | 0          | 0          | 0          | 0          | 5          | 0    | 15   | 0,000 | 221    | 375    | 0.589  |

Resultados
| 2 de julho de 2016 14:00 P2P3 | Argentina | 3 — 0             | Costa Rica | Club San Carlos Pavilion, Santo Domingo Público: 100 Árbitro(s): TTO Winston Samuel PUR Miguel Figueroa |
| 2 de julho de 2016 14:00 P2P3 | 25 25 25  | Set 1 Set 2 Set 3 | 10 17 15   | Club San Carlos Pavilion, Santo Domingo Público: 100 Árbitro(s): TTO Winston Samuel PUR Miguel Figueroa |

| 2 de julho de 2016 16:40 P2 | Cuba     | 3 — 0             | Trinidad e Tobago | Club San Carlos Pavilion, Santo Domingo Público: 100 Árbitro(s): CRC Tatiana Villalobos COL Misael Galindo |
| 2 de julho de 2016 16:40 P2 | 25 25 25 | Set 1 Set 2 Set 3 | 20 14 19          | Club San Carlos Pavilion, Santo Domingo Público: 100 Árbitro(s): CRC Tatiana Villalobos COL Misael Galindo |

| 2 de julho de 2016 17:34 P2P3 | Estados Unidos | 3 — 0             | Peru     | Palacio de Voleibol Ricardo Arias, Santo Domingo Público: 500 Árbitro(s): ARG Nicolas Casado MEX Maria del Carmen Duran |
| 2 de julho de 2016 17:34 P2P3 | 25 25 27       | Set 1 Set 2 Set 3 | 20 19 25 | Palacio de Voleibol Ricardo Arias, Santo Domingo Público: 500 Árbitro(s): ARG Nicolas Casado MEX Maria del Carmen Duran |

| 3 de julho de 2016 14:00 P2P3 | Costa Rica | 0 — 3             | Cuba     | Club San Carlos Pavilion, Santo Domingo Público: 100 Árbitro(s): VEN Pedro Roa TTO Winston Samuel |
| 3 de julho de 2016 14:00 P2P3 | 9 8 18     | Set 1 Set 2 Set 3 | 25 25 25 | Club San Carlos Pavilion, Santo Domingo Público: 100 Árbitro(s): VEN Pedro Roa TTO Winston Samuel |

| 3 de julho de 2016 16:00 P2P3 | Trinidad e Tobago | 0 — 3             | Estados Unidos | Club San Carlos Pavilion, Santo Domingo Público: 101 Árbitro(s): MEX Maria del Carmen Duran CRC Tatiana Villalobos |
| 3 de julho de 2016 16:00 P2P3 | 11 13 19          | Set 1 Set 2 Set 3 | 25 25 25       | Club San Carlos Pavilion, Santo Domingo Público: 101 Árbitro(s): MEX Maria del Carmen Duran CRC Tatiana Villalobos |

| 3 de julho de 2016 19:10 P2P3 | Peru           | 3 — 2                         | Argentina      | Palacio de Voleibol Ricardo Arias, Santo Domingo Público: 2 000 Árbitro(s): CUB Lourdes Pérez DOM Yury Ramirez |
| 3 de julho de 2016 19:10 P2P3 | 25 25 24 20 15 | Set 1 Set 2 Set 3 Set 4 Set 5 | 16 19 26 25 11 | Palacio de Voleibol Ricardo Arias, Santo Domingo Público: 2 000 Árbitro(s): CUB Lourdes Pérez DOM Yury Ramirez |

| 4 de julho de 2016 14:00 P2P3 | Costa Rica | 0 — 3             | Peru     | Club San Carlos Pavilion, Santo Domingo Público: 100 Árbitro(s): MEX Maria del Carmen Duran VEN Pedro Roa |
| 4 de julho de 2016 14:00 P2P3 | 10 15 19   | Set 1 Set 2 Set 3 | 25 25 25 | Club San Carlos Pavilion, Santo Domingo Público: 100 Árbitro(s): MEX Maria del Carmen Duran VEN Pedro Roa |

| 4 de julho de 2016 14:00 P2P3 | Costa Rica | 0 — 3             | Peru     | Club San Carlos Pavilion, Santo Domingo Público: 100 Árbitro(s): MEX Maria del Carmen Duran VEN Pedro Roa |
| 4 de julho de 2016 14:00 P2P3 | 10 15 19   | Set 1 Set 2 Set 3 | 25 25 25 | Club San Carlos Pavilion, Santo Domingo Público: 100 Árbitro(s): MEX Maria del Carmen Duran VEN Pedro Roa |

| 4 de julho de 2016 16:00 P2P3 | Argentina | 3 — 0             | Trinidad e Tobago | Club San Carlos Pavilion, Santo Domingo Público: 250 Árbitro(s): CAN Andrew Camero PUR Miguel Figueroa |
| 4 de julho de 2016 16:00 P2P3 | 25 25 25  | Set 1 Set 2 Set 3 | 15 12 18          | Club San Carlos Pavilion, Santo Domingo Público: 250 Árbitro(s): CAN Andrew Camero PUR Miguel Figueroa |

| 4 de julho de 2016 18:15 P2P3 | Estados Unidos | 3 — 2                         | Cuba          | Palacio de Voleibol Ricardo Arias, Santo Domingo Público: 1 400 Árbitro(s): PER Walter Veras TTO Winston Samuel |
| 4 de julho de 2016 18:15 P2P3 | 19 25 18 25 15 | Set 1 Set 2 Set 3 Set 4 Set 5 | 25 20 25 15 7 | Palacio de Voleibol Ricardo Arias, Santo Domingo Público: 1 400 Árbitro(s): PER Walter Veras TTO Winston Samuel |

| 5 de julho de 2016 14:00 P2P3 | Trinidad e Tobago | 1 —3                    | Peru        | Club San Carlos Pavilion, Santo Domingo Público: 100 Árbitro(s): VEN Pedro Roa CUB Lourdes Pérez |
| 5 de julho de 2016 14:00 P2P3 | 19 25 17 15       | Set 1 Set 2 Set 3 Set 4 | 25 23 25 25 | Club San Carlos Pavilion, Santo Domingo Público: 100 Árbitro(s): VEN Pedro Roa CUB Lourdes Pérez |

| 5 de julho de 2016 16:30 P2P3 | Costa Rica | 0 — 3             | Estados Unidos | Club San Carlos Pavilion, Santo Domingo Público: 450 Árbitro(s): TTO Winston Samuel DOM Yury Ramirez |
| 5 de julho de 2016 16:30 P2P3 | 16 10 18   | Set 1 Set 2 Set 3 | 25 25 25       | Club San Carlos Pavilion, Santo Domingo Público: 450 Árbitro(s): TTO Winston Samuel DOM Yury Ramirez |

| 5 de julho de 2016 19:08 P2P3 | Cuba        | 1 —3                    | Argentina | Palacio de Voleibol Ricardo Arias, Santo Domingo Público: 2 000 Árbitro(s): COL Misael Galindo CRC Tatiana Villalobos |
| 5 de julho de 2016 19:08 P2P3 | 25 17 23 15 | Set 1 Set 2 Set 3 Set 4 | 22 25 25  | Palacio de Voleibol Ricardo Arias, Santo Domingo Público: 2 000 Árbitro(s): COL Misael Galindo CRC Tatiana Villalobos |

| 6 de julho de 2016 14:00 P2P3 | Cuba     | 3 — 0             | Peru     | Palacio de Voleibol Ricardo Arias, Santo Domingo Público: 300 Árbitro(s): ARG Nicolás Casado COL Misael Galindo |
| 6 de julho de 2016 14:00 P2P3 | 25 25 25 | Set 1 Set 2 Set 3 | 19 20 21 | Palacio de Voleibol Ricardo Arias, Santo Domingo Público: 300 Árbitro(s): ARG Nicolás Casado COL Misael Galindo |

| 6 de julho de 2016 14:00 P2P3 | Trinidad e Tobago | 3 — 0             | Costa Rica | Club San Carlos Pavilion, Santo Domingo Público: 150 Árbitro(s): MEX Maria del Carmen Duran USA Michael Gael |
| 6 de julho de 2016 14:00 P2P3 | 25 25 25          | Set 1 Set 2 Set 3 | 19 14 23   | Club San Carlos Pavilion, Santo Domingo Público: 150 Árbitro(s): MEX Maria del Carmen Duran USA Michael Gael |

| 6 de julho de 2016 18:00 P2P3 | Argentina | 0 — 3             | Estados Unidos | Palacio de Voleibol Ricardo Arias, Santo Domingo Público: 2 000 Árbitro(s): DOM Yury Ramirez Predefinição:Arbitro VEN |
| 6 de julho de 2016 18:00 P2P3 | 14 13 23  | Set 1 Set 2 Set 3 | 25 25 25       | Palacio de Voleibol Ricardo Arias, Santo Domingo Público: 2 000 Árbitro(s): DOM Yury Ramirez Predefinição:Arbitro VEN |

## Décimo primeiro lugar
Resultado
| 8 de julho de 2016 14:00 P2P3 | México   | 3 — 0             | Costa Rica | Club San Carlos Pavilion, Santo Domingo Público: 100 Árbitro(s): TTO Winston Samuel VEN Pedro Roa |
| 8 de julho de 2016 14:00 P2P3 | 25 25 25 | Set 1 Set 2 Set 3 | 17 16 20   | Club San Carlos Pavilion, Santo Domingo Público: 100 Árbitro(s): TTO Winston Samuel VEN Pedro Roa |

## Classificação do 7º ao 10º lugares
Resultados
| 8 de julho de 2016 16:00 P2P3 | Colômbia | 3 — 0             | Trinidad e Tobago | Palacio de Voleibol Ricardo Arias, Santo Domingo Público: 300 Árbitro(s): PUR Miguel Figueroa MEX Maria del Carmen Duran |
| 8 de julho de 2016 16:00 P2P3 | 25       | Set 1 Set 2 Set 3 | 21 17             | Palacio de Voleibol Ricardo Arias, Santo Domingo Público: 300 Árbitro(s): PUR Miguel Figueroa MEX Maria del Carmen Duran |

{{Voleibolbox2
| 8 de julho de 2016 16:00 P2P3 | Peru        | 1 — 3                   | Venezuela | Club San Carlos Pavilion, Santo Domingo Público: 250 Árbitro(s): USA Michael Gael CUB Lourdes Pérez |
| 8 de julho de 2016 16:00 P2P3 | 27 30 18 20 | Set 1 Set 2 Set 3 Set 4 | 25 32 25  | Club San Carlos Pavilion, Santo Domingo Público: 250 Árbitro(s): USA Michael Gael CUB Lourdes Pérez |

## Quartas de final
Resultados
| 8 de julho de 2016 18:00 P2P3 | Cuba        | 3 — 2                         | Canadá         | Palacio de Voleibol Ricardo Arias, Santo Domingo Público: 1 000 Árbitro(s): DOM Yury Ramirez ARG Nicolás Casado |
| 8 de julho de 2016 18:00 P2P3 | 21 25 21 16 | Set 1 Set 2 Set 3 Set 4 Set 5 | 25 18 16 25 14 | Palacio de Voleibol Ricardo Arias, Santo Domingo Público: 1 000 Árbitro(s): DOM Yury Ramirez ARG Nicolás Casado |

| 8 de julho de 2016 20:50 P2P3 | Porto Rico | 3 — 0             | Argentina | Palacio de Voleibol Ricardo Arias, Santo Domingo Público: 1 500 Árbitro(s): CAN Andrew Cameron COL Misael Galindo |
| 8 de julho de 2016 20:50 P2P3 | 25         | Set 1 Set 2 Set 3 | 11 13 18  | Palacio de Voleibol Ricardo Arias, Santo Domingo Público: 1 500 Árbitro(s): CAN Andrew Cameron COL Misael Galindo |

## Nono lugar
Resultado
| 9 de julho de 2016 17:00 P2P3 | Trinidad e Tobago | 0 — 3             | Peru     | Club San Carlos Pavilion, Santo Domingo Público: 350 Árbitro(s): MEX Maria del Carmen Duran VEN Pedro Roa |
| 9 de julho de 2016 17:00 P2P3 | 21 13 16          | Set 1 Set 2 Set 3 | 25 25 25 | Club San Carlos Pavilion, Santo Domingo Público: 350 Árbitro(s): MEX Maria del Carmen Duran VEN Pedro Roa |

## Classificação do 5º ao 8º lugares
Resultados
| 9 de julho de 2016 14:00 P2P3 | Colômbia | 2 — 3                         | Argentina      | Club San Carlos Pavilion, Santo Domingo Público: 100 Árbitro(s): CAN Andrew Cameron PER Walter Veras |
| 9 de julho de 2016 14:00 P2P3 | 18 25 8  | Set 1 Set 2 Set 3 Set 4 Set 5 | 25 23 21 27 15 | Club San Carlos Pavilion, Santo Domingo Público: 100 Árbitro(s): CAN Andrew Cameron PER Walter Veras |

| 9 de julho de 2016 16:00 P2P3 | Venezuela | 0 —3              | Canadá | Palacio de Voleibol Ricardo Arias, Santo Domingo Público: 700 Árbitro(s): PUR Miguel Figueroa COL Misael Galindo |
| 9 de julho de 2016 16:00 P2P3 | 20 16 22  | Set 1 Set 2 Set 3 | 25     | Palacio de Voleibol Ricardo Arias, Santo Domingo Público: 700 Árbitro(s): PUR Miguel Figueroa COL Misael Galindo |

## Semifinais
Resultados
| 9 de julho de 2016 18:00 P2P3 | Estados Unidos | 1 — 3                   | Porto Rico | Palacio de Voleibol Ricardo Arias, Santo Domingo Público: 2 500 Árbitro(s): CUB Lourdes Pérez DOM Yury Ramirez |
| 9 de julho de 2016 18:00 P2P3 | 20 25 17 20    | Set 1 Set 2 Set 3 Set 4 | 25 21 25   | Palacio de Voleibol Ricardo Arias, Santo Domingo Público: 2 500 Árbitro(s): CUB Lourdes Pérez DOM Yury Ramirez |

| 9 de julho de 2016 20:35 P2P3 | República Dominicana | 3 — 0             | Cuba     | Palacio de Voleibol Ricardo Arias, Santo Domingo Público: 6 000 Árbitro(s): CRC Tatiana Villalobos ARG Nicolás Casado |
| 9 de julho de 2016 20:35 P2P3 | 25                   | Set 1 Set 2 Set 3 | 11 22 21 | Palacio de Voleibol Ricardo Arias, Santo Domingo Público: 6 000 Árbitro(s): CRC Tatiana Villalobos ARG Nicolás Casado |

## Sétimo lugar
Resultado
| 10 de julho de 2016 14:00 P2P3 | Colômbia | 3 —1                   | Venezuela   | Club San Carlos Pavilion, Santo Domingo Público: 150 Árbitro(s): PUR Miguel Figueroa CUB Lourdes Pérez |
| 10 de julho de 2016 14:00 P2P3 | 25 20 25 | Set 1 Set 2 Set 3 Set4 | 19 25 17 13 | Club San Carlos Pavilion, Santo Domingo Público: 150 Árbitro(s): PUR Miguel Figueroa CUB Lourdes Pérez |

## Quinto lugar
Resultado
| 10 de julho de 2016 16:40 P2P3 | Argentina | 3 —0              | Canadá | Club San Carlos Pavilion, Santo Domingo Público: 400 Árbitro(s): COL Misael Galindo CRC Tatiana Villalobos |
| 10 de julho de 2016 16:40 P2P3 | 25        | Set 1 Set 2 Set 3 | 21 23  | Club San Carlos Pavilion, Santo Domingo Público: 400 Árbitro(s): COL Misael Galindo CRC Tatiana Villalobos |

## Terceiro lugar
Resultado
| 10 de julho de 2016 15:25 P2P3 | Estados Unidos | 3 — 1                  | Cuba      | Palacio de Voleibol Ricardo Arias, Santo Domingo Público: 2 000 Árbitro(s): DOM Yury Ramirez ARG Nicolás Casado |
| 10 de julho de 2016 15:25 P2P3 | 20 25          | Set 1 Set 2 Set 3 Set4 | 25 9 15 9 | Palacio de Voleibol Ricardo Arias, Santo Domingo Público: 2 000 Árbitro(s): DOM Yury Ramirez ARG Nicolás Casado |

## Final
Resultado
| 10 de julho de 2016 15:25 P2P3 | Porto Rico    | 2 — 3                         | República Dominicana | Palacio de Voleibol Ricardo Arias, Santo Domingo Público: 6 000 Árbitro(s): PER Walter Veras CAN Andrew Cameron |
| 10 de julho de 2016 15:25 P2P3 | 25 19 25 21 6 | Set 1 Set 2 Set 3 Set 4 Set 5 | 23 25 20 25 15       | Palacio de Voleibol Ricardo Arias, Santo Domingo Público: 6 000 Árbitro(s): PER Walter Veras CAN Andrew Cameron |